# Agadir Challenger 1986
L'Agadir Challenger 1986 è stato un torneo di tennis facente parte della categoria ATP Challenger Series nell'ambito dell'ATP Challenger Series 1986. Il torneo si è giocato a Agadir in Marocco dal 31 marzo al 6 aprile 1986 su campi in terra rossa.

## Vincitori

### Singolare
Fernando Luna ha battuto in finale  Jesús Colás con il punteggio di 6–1, 7–5

### Doppio
Jordi Arrese /  Jorge Bardou hanno battuto in finale  Jesús Colás /  David de Miguel Lapiedra con il punteggio di 2–6, 6–4, 7–5